# Hidegszeg
Hidegszeg (németül: Kalteneck) Borostyánkő településrésze  Ausztriában Burgenland tartományban a Felsőőri járásban.

## Fekvése
A kőszegi határátkelőtől 21 km-re nyugatra, Borostyánkőtől 4 km-re északra a régi magyar határ mellett fekvő néhány házból álló telep.

## Története
Hidegszeg-telep néven egykor Edeháza településrésze volt.
A trianoni békeszerződésig Vas vármegye Kőszegi járásához tartozott. Ma Edeházával együtt Borostyánkőhöz tartozik.